# Vänderotssläktet
Vänderotssläktet (Valeriana) är ett växtsläkte med omkring 150–200 arter. Släktet ingår i familjen kaprifolväxter och har ett stort utbredningsområde i Europa, Asien, Afrika och Amerika. Några få arter odlas som prydnadsväxter i Sverige. Andra har medicinska egenskaper. Arterna kan vara svåra att skilja och ofta behövs rosettbladen för säker identifikation, dessa vissnar dock tidigt hos många arter. Underjordiska karaktärer och fruktens utseende är också viktiga för identifieringen.
Släktet innehåller fleråriga, upprätta, kala örter med tjock, aromatisk jordstam, ibland med utlöpare som kan vara ovanjordiska eller underjordiska. Bladen är motsatta, parbladiga eller parflikiga. Delbladen kan vara likstora eller med en förstorad ändflik och ibland är de nedre bladen enkla. Blommorna kommer i kvastlika knippen. Fodret är från början oansenligt, det förstoras efter blomningen och blir fjäderpensellikt. Kronan är vit eller rosa, rörformad men en liten knölformad sporre, kronflikarna är något olika i storlek. Frukten är nötlik, plattad, ribbad och krönt av det fjäderlika fodret.
Den torkade jordstammen luktar starkt och har en tilldragande effekt på katter. Se även kattmynta. Den kallas valerianarot (Radix valerianæ) och används också medicinskt för dess lugnande effekt. Den har också använts som kramp- och smärtstillare, samt även mot epilepsi. Det är främst läkevänderot (V. officinalis), men även flädervänderot (V. sambucifolia) som används medicinskt.
Släktets latinska namn (Valeriana) har givit namn åt den essentiella aminosyran Valin.

## Dottertaxa till Vänderötter, i alfabetisk ordning[3]
- Valeriana acutiloba
- Valeriana adscendens
- Valeriana aequiloba
- Valeriana agrimoniifolia
- Valeriana ajanensis
- Valeriana albonervata
- Valeriana alliariifolia
- Valeriana alpestris
- Valeriana altaica
- Valeriana altoandina
- Valeriana alypifolia
- Valeriana amurensis
- Valeriana angustifolia
- Valeriana apiifolia
- Valeriana arborea
- Valeriana aretioides
- Valeriana arizonica
- Valeriana armena
- Valeriana asarifolia
- Valeriana aschersoniana
- Valeriana aspleniifolia
- Valeriana asterothrix
- Valeriana atacamensis
- Valeriana baltana
- Valeriana bambusicaulis
- Valeriana barbareifolia
- Valeriana barbulata
- Valeriana beddomei
- Valeriana bertiscea
- Valeriana boelckii
- Valeriana boliviana
- Valeriana bolkarica
- Valeriana bornmuelleri
- Valeriana borsinii
- Valeriana bracteata
- Valeriana bracteosa
- Valeriana bractescens
- Valeriana bridgesii
- Valeriana bryophila
- Valeriana buxifolia
- Valeriana californica
- Valeriana calvescens
- Valeriana capensis
- Valeriana capitata
- Valeriana cardamines
- Valeriana carnosa
- Valeriana castellanosii
- Valeriana catharinensis
- Valeriana celtica
- Valeriana cephalantha
- Valeriana ceratophylla
- Valeriana cernua
- Valeriana cerosifolia
- Valeriana chaerophylloides
- Valeriana chamaedryfolia
- Valeriana chiapensis
- Valeriana chilensis
- Valeriana chionophila
- Valeriana clarionifolia
- Valeriana clarkei
- Valeriana clematitis
- Valeriana coarctata
- Valeriana colchica
- Valeriana coleophylla
- Valeriana collina
- Valeriana columbiana
- Valeriana comosa
- Valeriana condamoana
- Valeriana connata
- Valeriana convallarioides
- Valeriana corymbulosa
- Valeriana corynodes
- Valeriana costata
- Valeriana crassifolia
- Valeriana crinii
- Valeriana crispa
- Valeriana cuatrecasasii
- Valeriana cucurbitifolia
- Valeriana cumbemayensis
- Valeriana cyclophylla
- Valeriana daghestanica
- Valeriana daphniflora
- Valeriana decussata
- Valeriana deltoidea
- Valeriana densa
- Valeriana densiflora
- Valeriana descolei
- Valeriana dinorrhiza
- Valeriana dioica
- Valeriana dioscoridis
- Valeriana dipsacoides
- Valeriana domingensis
- Valeriana dorotheae
- Valeriana dubia
- Valeriana edulis
- Valeriana effusa
- Valeriana eichleriana
- Valeriana ekmanii
- Valeriana elongata
- Valeriana emmanuelii
- Valeriana engleriana
- Valeriana eriophylla
- Valeriana eupatoria
- Valeriana fedtschenkoi
- Valeriana ferax
- Valeriana ficariifolia
- Valeriana flaccidissima
- Valeriana flagellifera
- Valeriana fonckii
- Valeriana fragilis
- Valeriana gallinae
- Valeriana gilgiana
- Valeriana glaziovii
- Valeriana glechomifolia
- Valeriana globiflora
- Valeriana globulariifolia
- Valeriana globularioides
- Valeriana globularis
- Valeriana gracilipes
- Valeriana granataea
- Valeriana grandifolia
- Valeriana grisiana
- Valeriana grossheimii
- Valeriana hadros
- Valeriana hardwickei
- Valeriana hebecarpa
- Valeriana hengduanensis
- Valeriana herrerae
- Valeriana hiemalis
- Valeriana himachalensis
- Valeriana hirtella
- Valeriana hirticalyx
- Valeriana hispidula
- Valeriana hookeriana
- Valeriana hornschuchiana
- Valeriana hsui
- Valeriana humahuacensis
- Valeriana humboldtii
- Valeriana hunzikeri
- Valeriana hyalinorrhiza
- Valeriana imbricata
- Valeriana inconspicua
- Valeriana interrupta
- Valeriana isoetifolia
- Valeriana jaeschkei
- Valeriana jasminoides
- Valeriana jatamansi
- Valeriana jelenevskyi
- Valeriana johannae
- Valeriana kamelinii
- Valeriana kassarica
- Valeriana kawakamii
- Valeriana kilimandscharica
- Valeriana kurtziana
- Valeriana laciniosa
- Valeriana lancifolia
- Valeriana lapathifolia
- Valeriana lasiocarpa
- Valeriana laurifolia
- Valeriana laxiflora
- Valeriana ledoides
- Valeriana lepidota
- Valeriana leptothyrsos
- Valeriana leschenaultii
- Valeriana leucocarpa
- Valeriana leucophaea
- Valeriana longiflora
- Valeriana longitubulosa
- Valeriana macbridei
- Valeriana macropoda
- Valeriana macrorhiza
- Valeriana maipoana
- Valeriana malvacea
- Valeriana mandoniana
- Valeriana mandonii
- Valeriana mapirensis
- Valeriana martjanovii
- Valeriana maxima
- Valeriana meonantha
- Valeriana merxmuelleri
- Valeriana microphylla
- Valeriana micropterina
- Valeriana minutiflora
- Valeriana montana
- Valeriana moonii
- Valeriana moorei
- Valeriana moyanoi
- Valeriana muelleri
- Valeriana munozii
- Valeriana mussooriensis
- Valeriana naidae
- Valeriana neglecta
- Valeriana nelsonii
- Valeriana nigricans
- Valeriana niphobia
- Valeriana nivalis
- Valeriana oaxacana
- Valeriana obtusifolia
- Valeriana occidentalis
- Valeriana officinalis
- Valeriana olenaea
- Valeriana oligantha
- Valeriana organensis
- Valeriana otomiana
- Valeriana palmatiloba
- Valeriana palmeri
- Valeriana paniculata
- Valeriana papilla
- Valeriana pardoana
- Valeriana parviflora
- Valeriana parvula
- Valeriana pauciflora
- Valeriana paucijuga
- Valeriana peltata
- Valeriana pennellii
- Valeriana petersenii
- Valeriana petrophila
- Valeriana philippiana
- Valeriana phitosiana
- Valeriana phu
- Valeriana phylicoides
- Valeriana pilosa
- Valeriana pinnatifida
- Valeriana plantaginea
- Valeriana plectritoides
- Valeriana polemoniifolia
- Valeriana polybotrya
- Valeriana polyclada
- Valeriana polystachya
- Valeriana potopensis
- Valeriana pratensis
- Valeriana prionophylla
- Valeriana procurrens
- Valeriana protenta
- Valeriana psychrophila
- Valeriana pulchella
- Valeriana pulvinata
- Valeriana punctata
- Valeriana pycnantha
- Valeriana pyramidalis
- Valeriana pyrenaica
- Valeriana pyricarpa
- Valeriana pyrolifolia
- Valeriana quadrangularis
- Valeriana quindiensis
- Valeriana quirorana
- Valeriana radicalis
- Valeriana radicata
- Valeriana reitziana
- Valeriana renifolia
- Valeriana reverdattoana
- Valeriana rigida
- Valeriana robertianifolia
- Valeriana rosaliana
- Valeriana rossica
- Valeriana roylei
- Valeriana rufescens
- Valeriana ruizlealii
- Valeriana rumicoides
- Valeriana rusbyi
- Valeriana rzedowskiorum
- Valeriana saichanensis
- Valeriana salicariifolia
- Valeriana saliunca
- Valeriana sambucifolia
- Valeriana samolifolia
- Valeriana saxatilis
- Valeriana saxicola
- Valeriana scandens
- Valeriana schachristanica
- Valeriana scouleri
- Valeriana secunda
- Valeriana sedifolia
- Valeriana selerorum
- Valeriana senecioides
- Valeriana serrata
- Valeriana sichuanica
- Valeriana simplicifolia
- Valeriana sisymbriifolia
- Valeriana sitchensis
- Valeriana smithii
- Valeriana sorbifolia
- Valeriana speluncaria
- Valeriana sphaerocarpa
- Valeriana sphaerocephala
- Valeriana sphaerophora
- Valeriana spicata
- Valeriana spiroflora
- Valeriana stenophylla
- Valeriana stenoptera
- Valeriana stracheyi
- Valeriana stricta
- Valeriana stuckertii
- Valeriana subsessilifolia
- Valeriana supina
- Valeriana tachirensis
- Valeriana tafiensis
- Valeriana tajuvensis
- Valeriana tanacetifolia
- Valeriana tangutica
- Valeriana tatamana
- Valeriana tessendorffiana
- Valeriana texana
- Valeriana theodorici
- Valeriana tomentosa
- Valeriana transjenisensis
- Valeriana trichomanes
- Valeriana trichostoma
- Valeriana triphylla
- Valeriana triplinervis
- Valeriana tripteris
- Valeriana tuberifera
- Valeriana tuberosa
- Valeriana tucumana
- Valeriana tunuyanense
- Valeriana tzotzilana
- Valeriana ulei
- Valeriana uliginosa
- Valeriana urbanii
- Valeriana urticifolia
- Valeriana vaga
- Valeriana vaginata
- Valeriana valdiviana
- Valeriana warburgii
- Valeriana weberbaueri
- Valeriana weddelliana
- Valeriana velutina
- Valeriana venezuelana
- Valeriana venusta
- Valeriana verrucosa
- Valeriana versifolia
- Valeriana verticillata
- Valeriana vetasana
- Valeriana virescens
- Valeriana virgata
- Valeriana wolgensis
- Valeriana volkensii
- Valeriana zamoranensis
- Valeriana zapotecana

## Bildgalleri

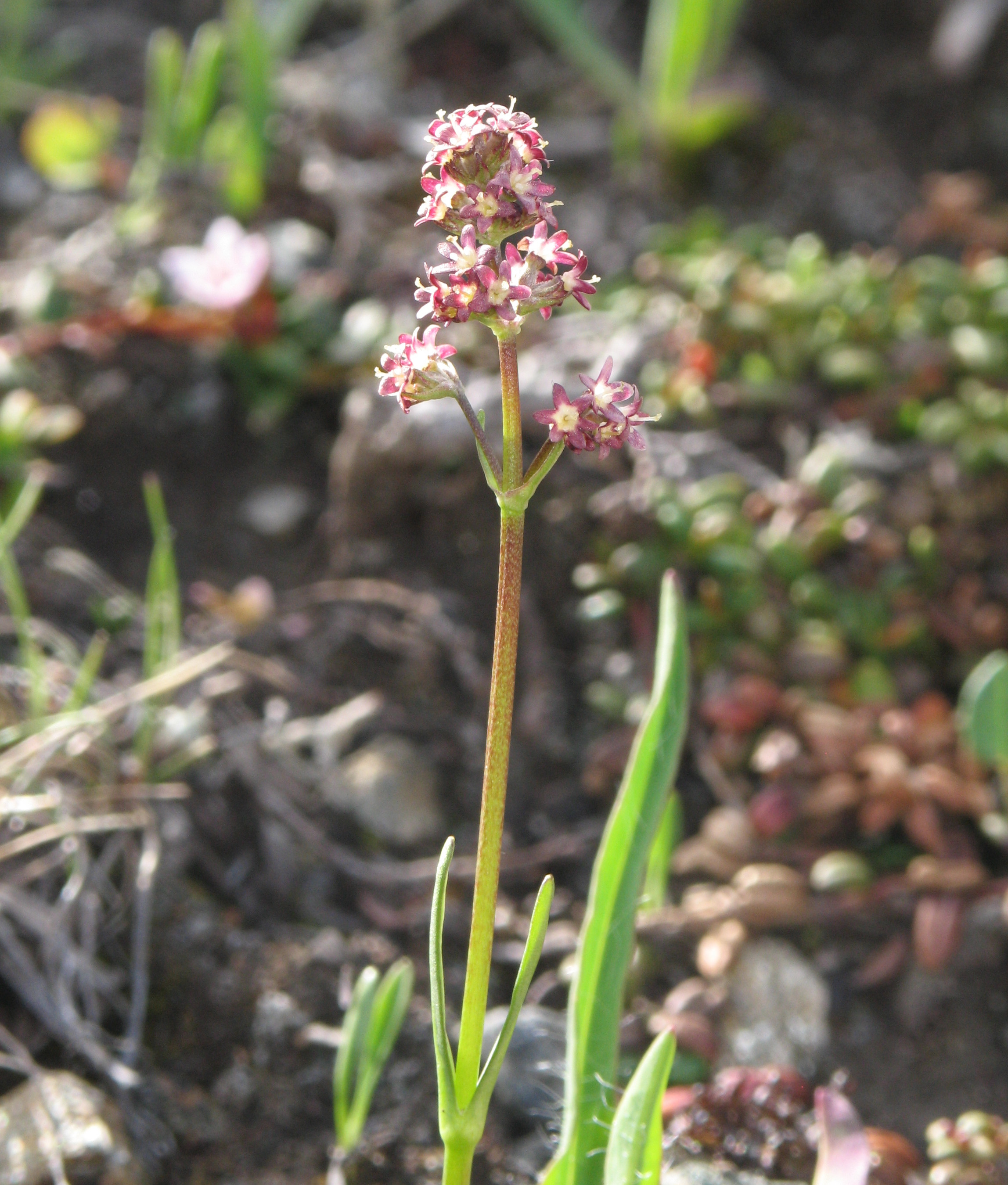
Valeriana celtica
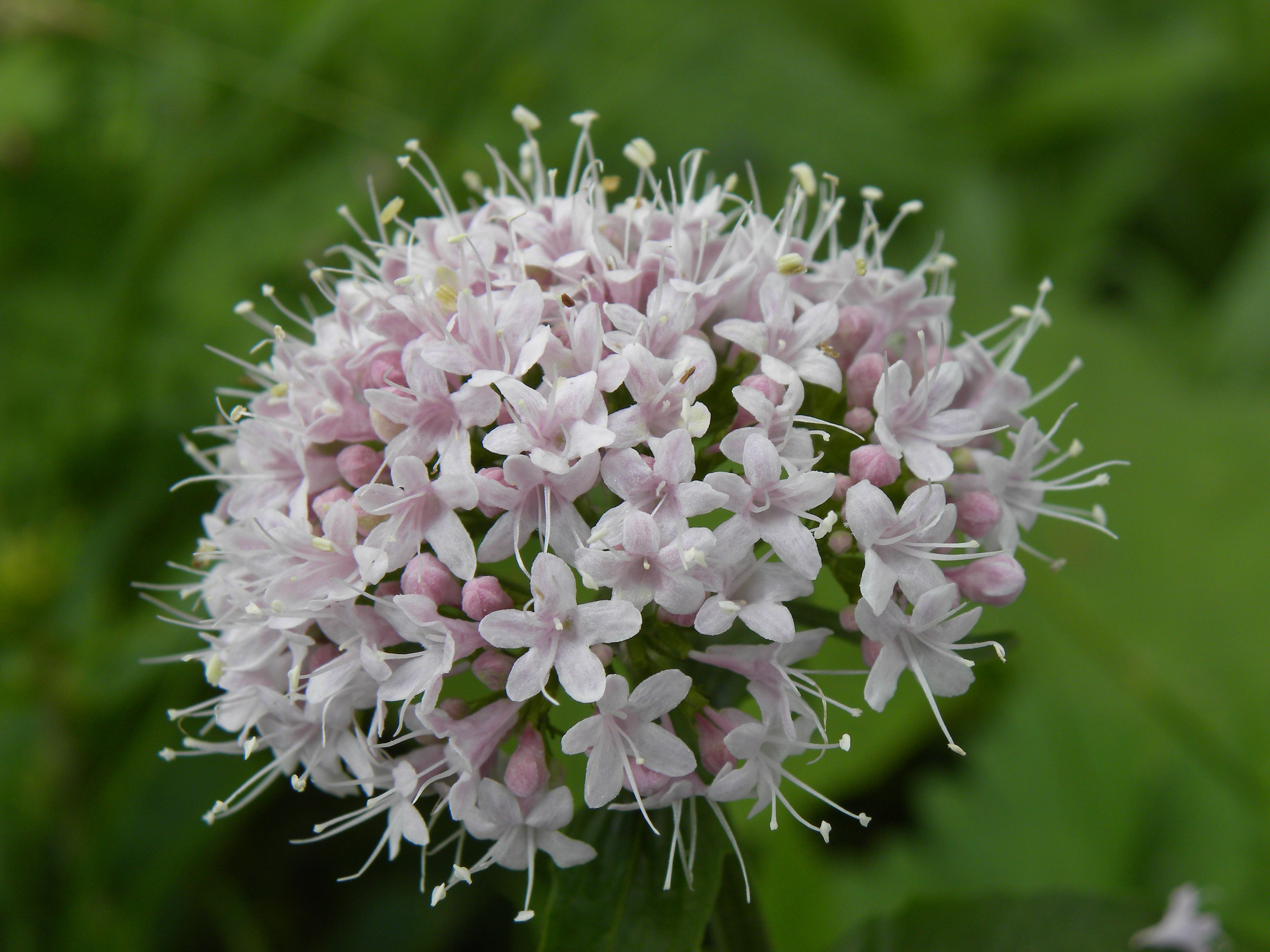
Valeriana montana
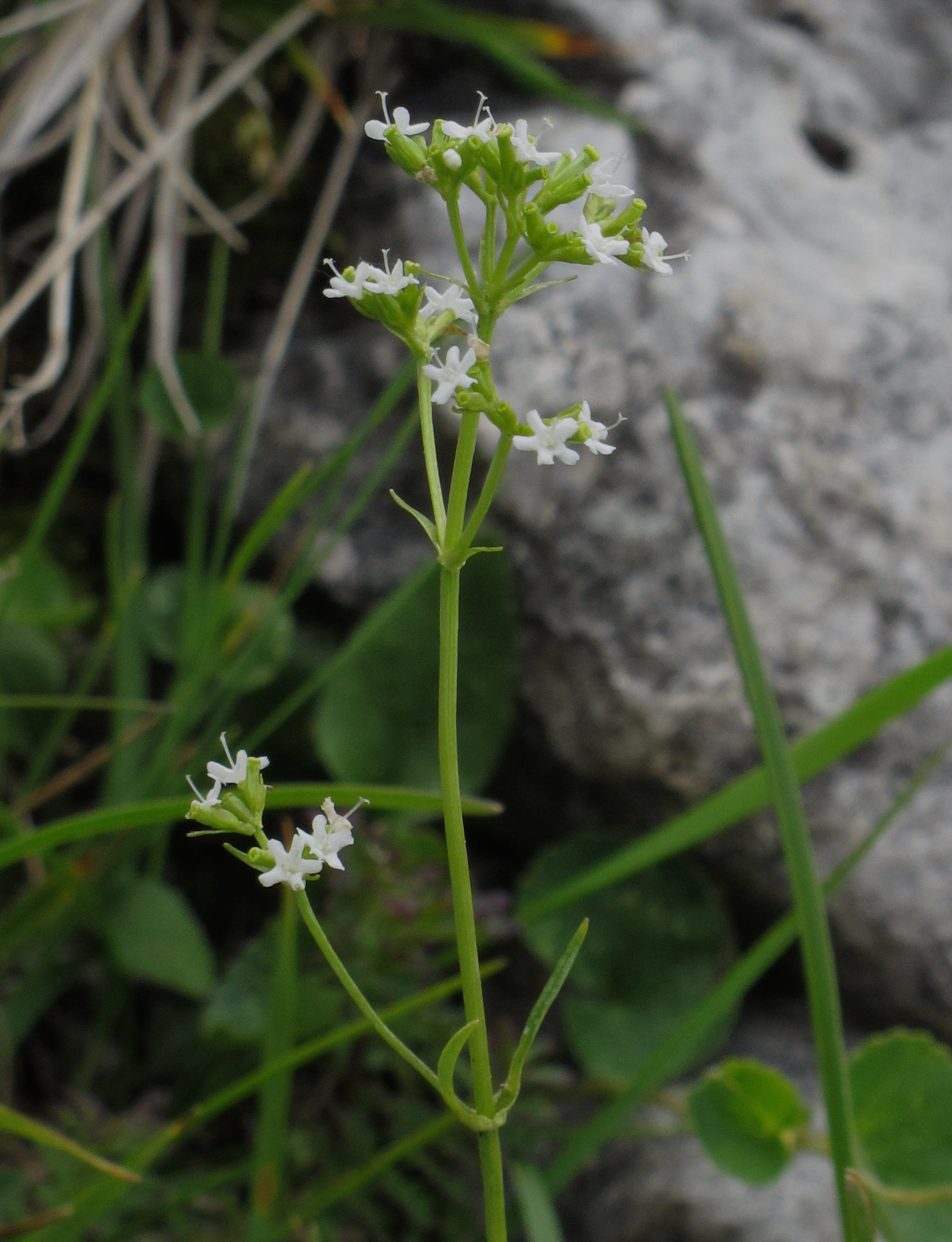
Valeriana saxatilis
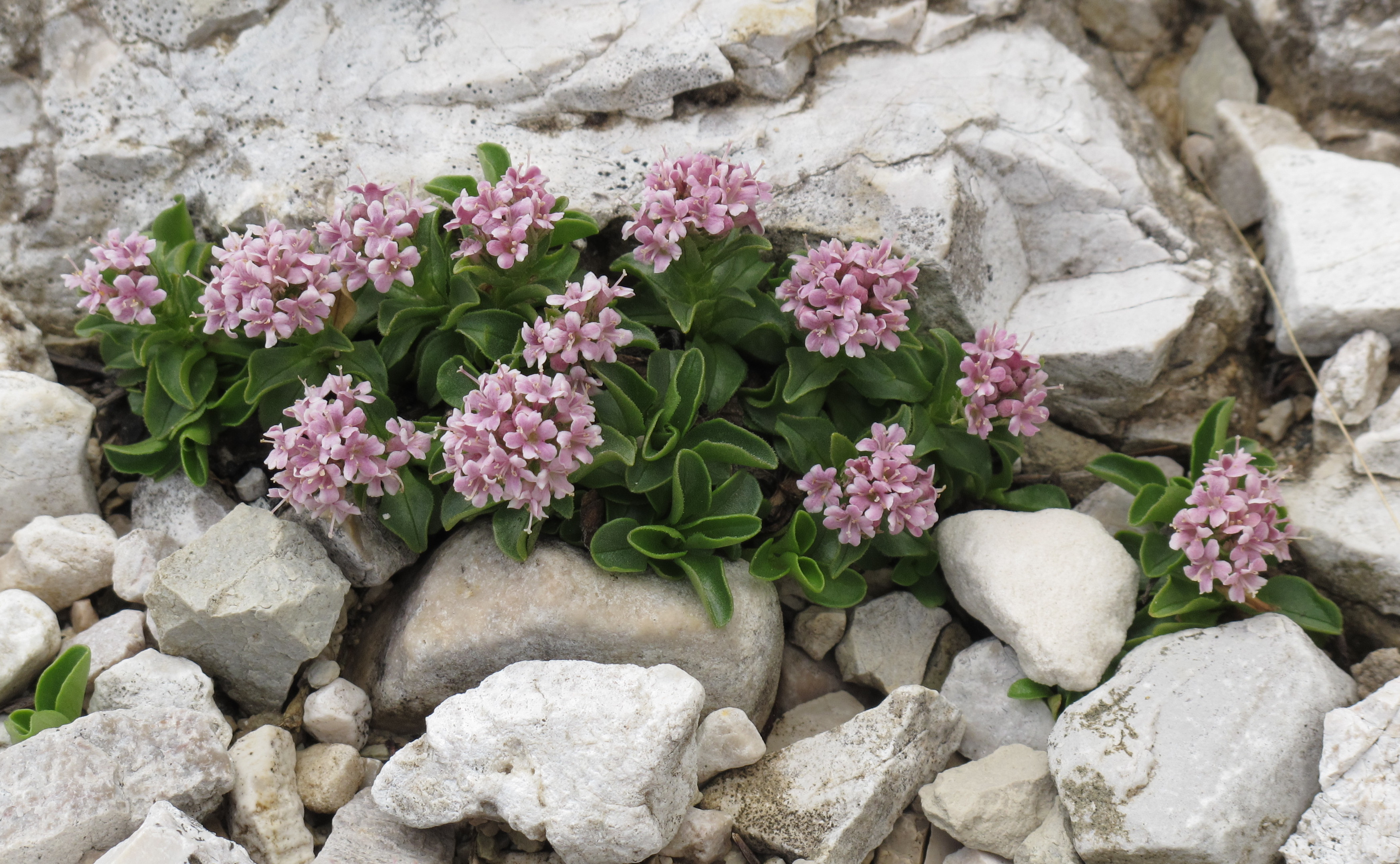
Valeriana supina